# Ersatzkind
Als Ersatzkind wird nach dem jungianischen Psychologen Henry Abramovitch jemand bezeichnet, „der nach dem Tod eines anderen Kindes geboren ist und der – in einem realen Sinne – dessen Platz oder Rolle im Leben einnimmt“. In der Regel wurde von den Eltern das Trauma, das der Tod des älteren Kindes ausgelöst hat, nicht ausreichend aufgearbeitet, wenn das Ersatzkind geboren wird. Das Ersatzkind soll die Eltern über diesen Tod hinwegtrösten und das verstorbene Kind ersetzen, so dass das neue Leben mit der Verneinung der eigenen Identität beginnt: „Ich bin nicht ich, sondern ein anderer“.

## Beschreibung
Ersatzkinder haben es schwer, ihren Platz im Leben zu finden, sie leiden oft an Schuldgefühlen, Störungen der Identität bis hin zur Dissoziation, Depression und Beziehungsstörungen. Typisch ist auch das Gefühl, nie gut genug zu sein, das allerdings in manchen Fällen zu herausragenden Leistungen führt. Meistens wird der Grund für diese Leiden gar nicht oder erst im Erwachsenenalter erkannt. Nicht jedes Kind, das nach dem Tod eines Geschwisterkindes geboren wird, ist automatisch ein Ersatzkind. Es hängt stark davon ab, wie gut oder schlecht die Eltern den Tod des älteren Kindes bewältigen konnten, ob sie das Neugeborene unabhängig von dem Verstorbenen sehen können oder eben nur als dessen Ersatz.

## Forschungslage
Erste Studien zum Thema Ersatzkinder gab es nach dem Zweiten Weltkrieg in den USA über die Folgen des Holocaust. Dabei wurde die „Schuld des Überlebens“ besonders in den Fokus genommen. Diese war bei Menschen, die ein Konzentrationslager überlebt hatten, aber auch bei deren nachgeborenen Kindern, die teilweise zahlreiche ermordete Familienmitglieder ersetzen sollten, festgestellt worden. Oft erhielten diese auch die Namen der Verstorbenen. Als eine wegweisende Veröffentlichung zu dem Thema des Ersatzkindes gilt auch der Beitrag von Albert C. und Barbara S. Cain aus dem Jahr 1964.
Im deutschsprachigen Raum beschäftigt sich gegenwärtig die Psychologin Kristina Schellinski tiefgehend mit dem Thema Ersatzkind und dabei auch mit Betroffenen. Sie stellte neben der Überlebensschuld fest, dass viele Ersatzkinder eine mit Schuld besetzte, nicht aussprechbare Wut in sich tragen, „andauernd mit dem unbesiegbaren toten Kind verglichen zu werden.“ Das hieraus resultierende Gefühl der Unfreiheit führt laut Schellinski zu fehlender Selbst-Verwirklichung der Ersatzkinder, solange das Thema nicht aufgearbeitet und überwunden wurde.

## Berühmte Ersatzkinder
Auch wenn erst seit den 1940er Jahren über Ersatzkinder geforscht wird, gibt es Beispiele historischer Persönlichkeiten, die Ersatzkinder waren und an den typischen Folgen gelitten haben. So beispielsweise die Opernsängerin Maria Callas (1923–1977), die ein Jahr nach dem Tod ihres Bruders Vasily geboren wurde. Die Eltern waren durch Vorhersagen von Wahrsagern und Astrologen überzeugt, dass ihr Sohn im nächsten Kind wiedergeboren würde. Die darauffolgende Enttäuschung über die neugeborene Tochter überschattete ihre Kindheit. Auch der Maler Vincent van Gogh (1853–1890) kam auf den Tag genau ein Jahr nach einem tot geborenen Bruder gleichen Namens zur Welt. Für seinen Biografen Humberto Nagera steht fest, dass die wahre Ursache seines späteren psychischen Leidens die Tatsache war, dass er einen toten Bruder ersetzte.
Der Schriftsteller Rainer Maria Rilke (1875–1926) wurde nach dem Tod einer Schwester geboren und in den ersten Jahren seines Lebens von seiner Mutter als Mädchen erzogen. Wie sein Biograf Fritz J. Raddatz beschreibt, machte er auf seinen Zeitgenossen mitunter den Eindruck „eines unschönen jungen Mädchens“ und hielt sich sehr gerne im Hintergrund. Auch findet sich in seinem Werk der Wunsch, ungeboren zu sein.
Ersatzkinder sind auch die Literaturnobelpreis-Trägerinnen der Jahre 2020, 2022 und 2024 Louise Glück (1943–2023), Annie Ernaux (geb. 1940) und Han Kang (geb. 1970), alle drei nach dem Tod von älteren Schwestern geboren. Diese Erfahrung haben sie in ihren literarischen Werken verarbeitet.